# Bataille de Carabobo (1821)
Pour bataille de 1814, voir Bataille de Carabobo (1814).
Guerre d'indépendance du Venezuela
Batailles
m
Junte suprême de Caracas (1810-1811)
- Révolution du 19 avril 1810
- Coro
- Acte d'indépendance (es)

Première République (1811-1813)
- Valencia
- Guyane (1re)
- Monteverde
- Orient (1re)
- Admirable

Deuxième République (1813-1817)
- Occident (1re)
- Barinas
- Valles de Aragua y del Tuy
- Orient (2e) (es)
- Occident (2e)
- Los Cayos
- Barcelona

Troisième République (1817-1819)
- Guyane (2e)
- Margarita
- Centre
- Apure
- Nouvelle-Grenade

Grande Colombie (1819-1823)
- Armistice
- Carabobo
- Occident (3e) (es)
- Lac Maracaibo
- Puerto Cabello

La bataille de Carabobo est une victoire de Simón Bolívar sur les loyalistes le 24 juin 1821, qui consacra l'indépendance du Venezuela (alors intégré à la Grande Colombie avec l'Équateur, le Panama et la Colombie).

## Histoire
À la suite de la rupture de l'armistice entre patriotes et royalistes, Bolivar a rassemblé une armée de 6 500 hommes et est entré au Venezuela au mois d'avril 1821. Les royalistes occupent la route menant de Valencia à Puerto Cabello. Alors que son armée approche des lignes royalistes, Bolivar, constatant que l'ennemi occupe une très forte position défensive, divise ses forces et en envoie la moitié dans une manœuvre de contournement à travers un terrain accidenté et des feuillages denses. Apprenant cela, le général espagnol Miguel de la Torre divise également ses forces en deux pour parer à cette attaque de flanc. Accueillant les patriotes par un feu nourri, les royalistes soutiennent l'attaque pendant un moment et l'infanterie vénézuélienne commence à battre en retraite mais la Légion britannique de Bolivar réussit à prendre les collines au terme d'un dur combat (les volontaires britanniques représenteront à l'issue de la bataille la moitié des pertes de l'armée de Bolivar). Les patriotes brisent ainsi les lignes royalistes et marchent ensuite sur l'arrière du reste des troupes espagnoles. L'infanterie royaliste forme des carrés pour soutenir l'assaut de la cavalerie adverse mais la déroute est si totale que seuls 400 fantassins réussissent finalement à s'enfuir et à atteindre Puerto Cabello. Quant à la cavalerie royaliste, la grande majorité a pris la fuite quand les patriotes ont percé les lignes espagnoles sur leur flanc et pris à revers ce qui restait de l'armée espagnole. 
La principale armée royaliste du Venezuela ayant été écrasée, l'indépendance du pays est assurée. Elle est plus tard définitivement acquise par la victoire navale du lac Maracaibo, le 24 juillet 1823, et, au mois de novembre de la même année, José Antonio Páez occupe Puerto Cabello, dernière place-forte royaliste au Venezuela.    
C'est lors de la bataille de Carabobo que Nevado, le chien de race Mucuchies de Simon Bolivar, qui lui avait été donné par des villageois vénézuéliens de l'État de Mérida durant la Campagne Admirable et qui ne le quittait jamais, fut tué.